# Faut pas prendre les enfants du bon Dieu pour des canards sauvages
Pour plus de détails, voir Fiche technique et Distribution.
Faut pas prendre les enfants du bon Dieu pour des canards sauvages est un film français réalisé par Michel Audiard et sorti en 1968. Il s'agit du premier long métrage réalisé par Michel Audiard.

## Synopsis
Rita est une mignone jeune femme, sans scrupules, particulièrement intéressée par l'argent. Tout en étant la maîtresse de plusieurs gangsters fortunés, elle découvre le fruit d'un holdup subtilisé à Jacky l'auteur du casse, par le nouveau venu dit « Fred l'Élégant » également devenu fiancé de Rita, soit un milliard en lingots d'or, une somme astronomique, même pour des malfrats au sommet de leur réussite professionnelle. 
Hébergée par son amant Charles dit « Charles Le Téméraire » bien plus amoureux de son tas d'or que de sa jeune maîtresse, elle ne tarde pas à être molestée car le malfaiteur d'un certain âge ne la supporte plus. Après le hold-up du siècle, Rita réclame sa part mais se voit opposer un refus autant catégorique que cuisant. Elle se décide dès lors à faire appel à sa célèbre tante Léontine, en retraite sur la Côte-d'Azur, depuis l'arrestation d'Al Capone dans la fin des années 1930. Très réputée et crainte dans le « milieu » en raison de sa faculté à régler ses comptes par des méthodes expéditives, sa nièce parvient à la convaincre d'intervenir. Rita lui fait croire que Charles l'appelle « la gâteuse » et lui manque régulièrement de respect en rapportant ses paroles à son sujet : « la vieille perd ses boulons ! ». Apprenant l'arrivée très  prochaine de la tante Léontine pour régler ses comptes, le brutal Charles Le Téméraire rassemble ses troupes pour traiter définitivement le sort de la vieille dame. Malheureusement pour lui, ses partenaires se dégonflent les uns après les autres et il se retrouve très vite seul pour affronter la mamie ultra armée retranchée dans son fief. La résidence secondaire de Léontine en région parisienne est une coquette villa ultra moderne, décorée d'art contemporain et surtout équipée de différents dispositifs de protection. La rencontre décisive s'avère redoutable et on s'attend à voir du sang sur les murs...

Principaux rôles
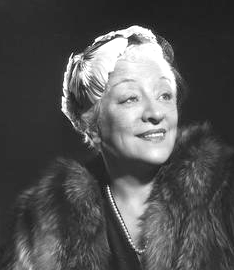
Françoise Rosay (Léontine Palpicart)
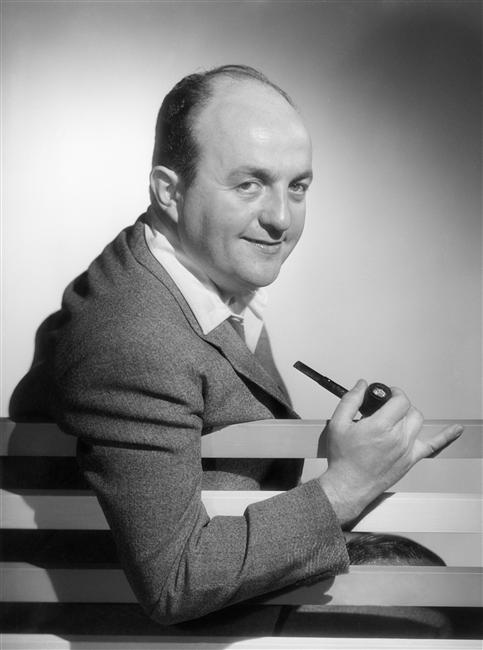
Bernard Blier (monsieur Charles)
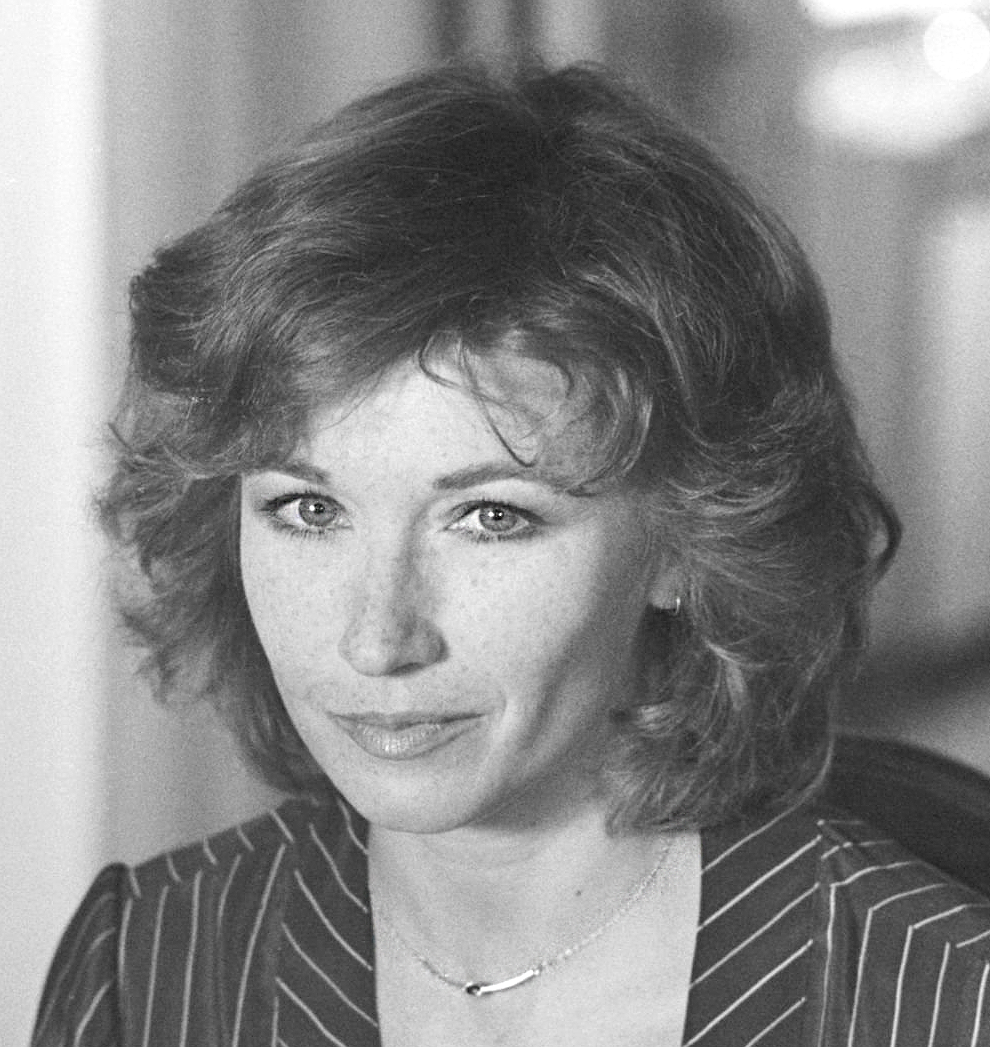
Marlène Jobert (Rita)
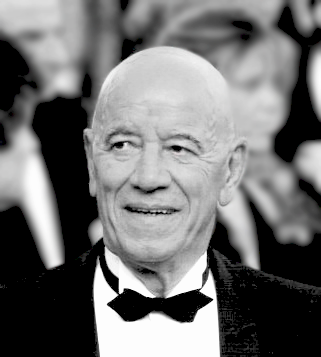
André Pousse (Fred, l'élégant)
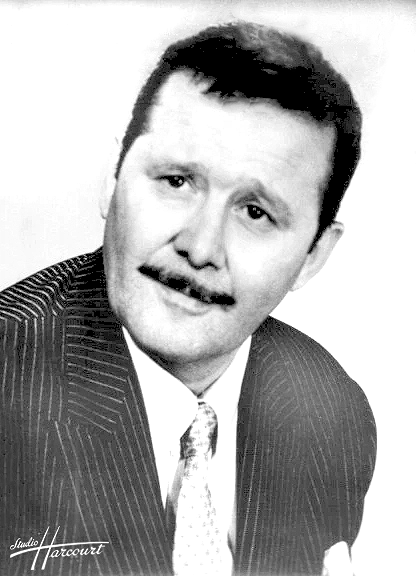
Robert Berri (conseiller de M. Charles)
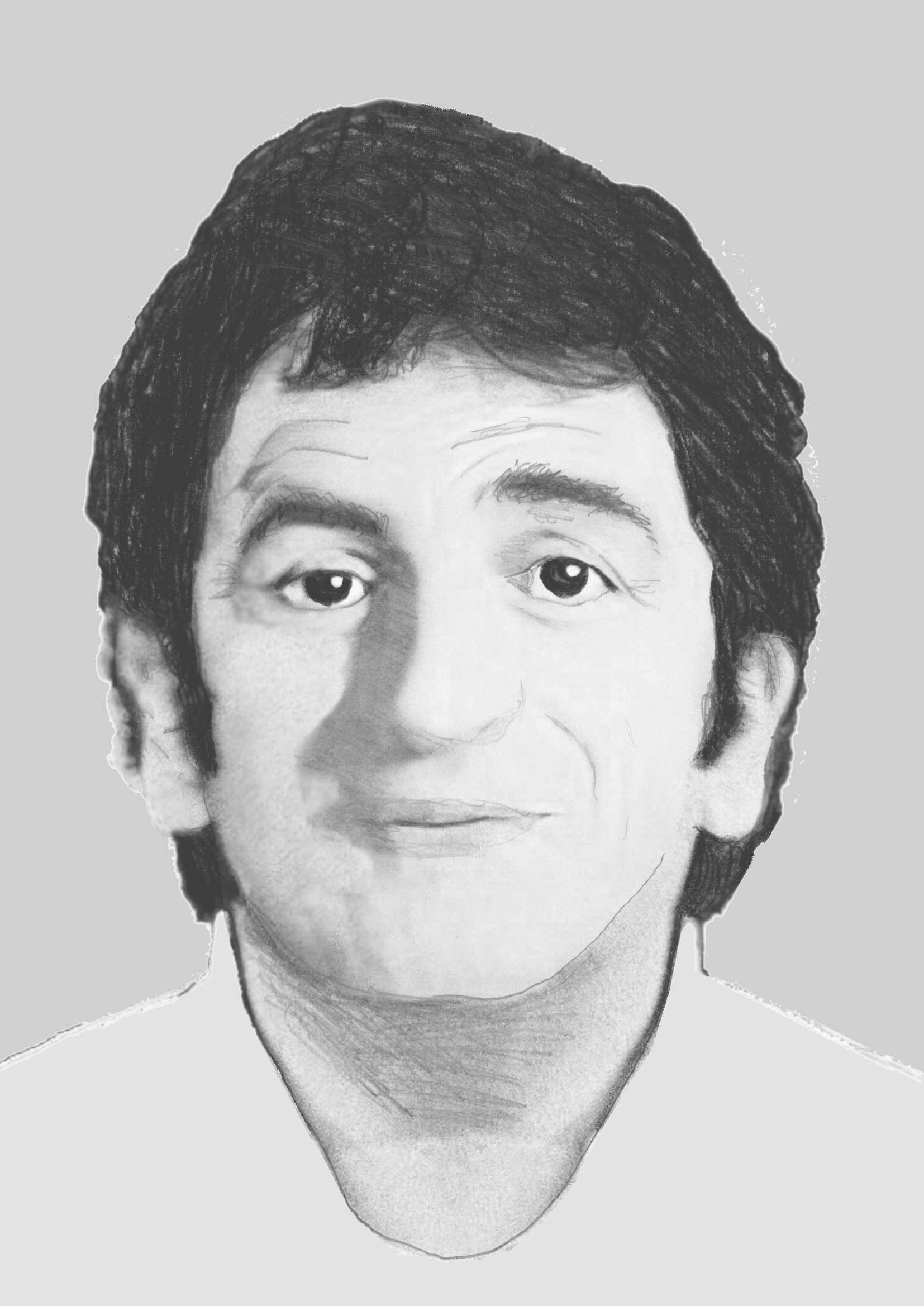
Mario David (Jacky, voleur)
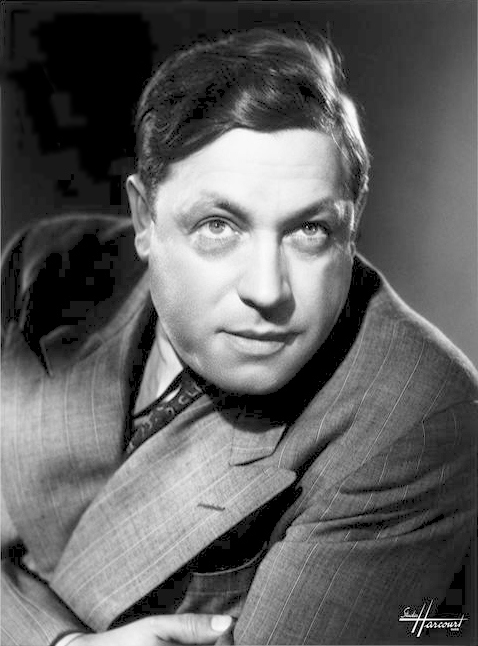
Paul Frankeur (Ruffin, hôtelier)
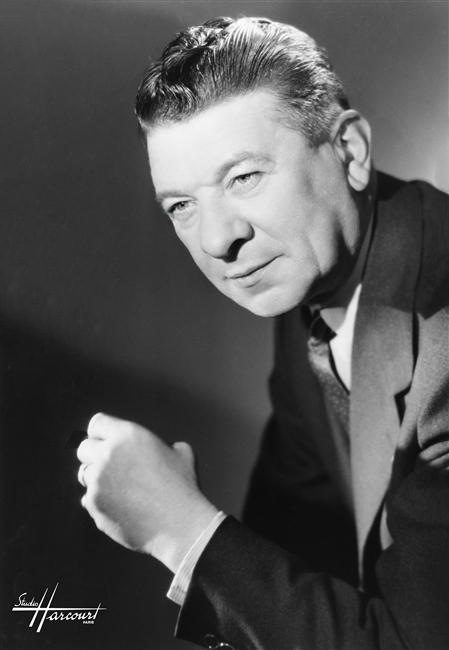
Robert Dalban (Casimir, domestique)
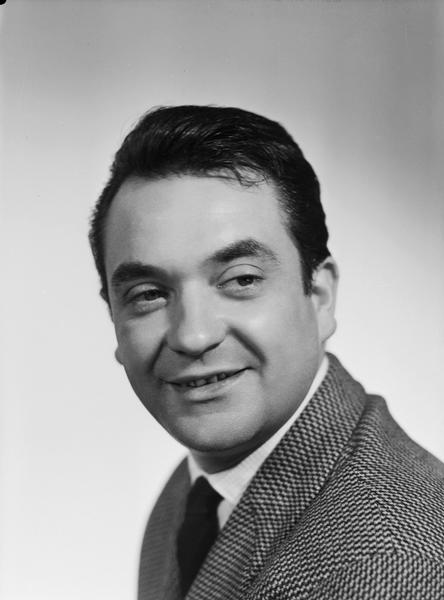
Jean Carmet (convoyeur)
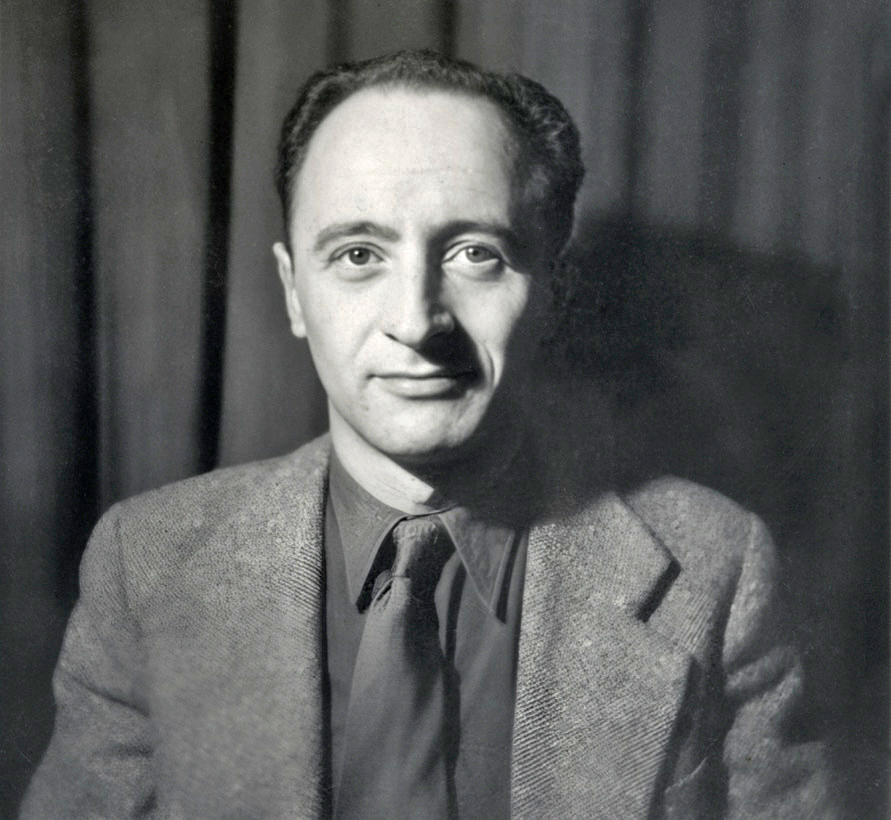
Michel Audiard (rapporteur aux finances)
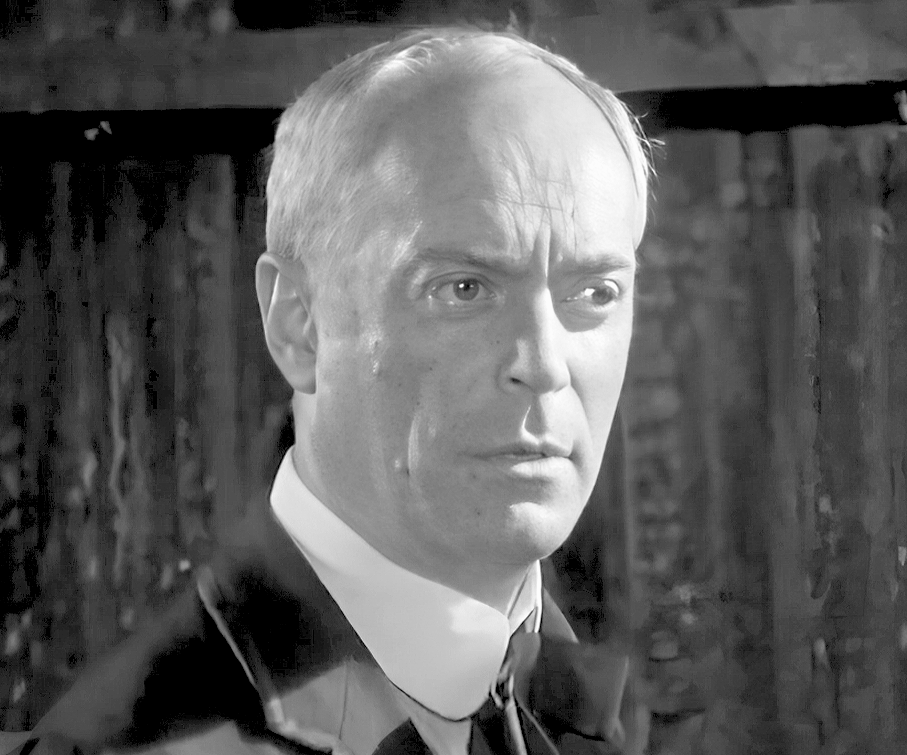
Jean Martin (homme de main)
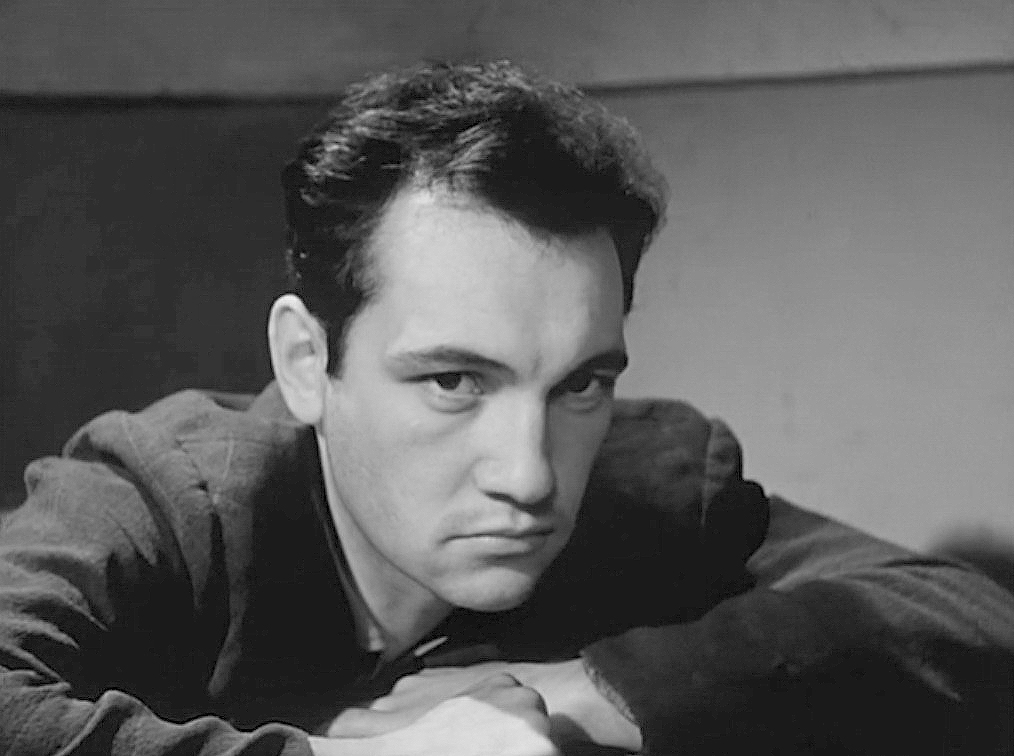
Michel Jourdan (un tueur)

## Fiche technique
- Titre : Faut pas prendre les enfants du bon dieu pour des canards sauvages
- Réalisation : Michel Audiard
- Scénario : Michel Audiard, Henri Viard et Jean-Marie Poiré
- Dialogue : Michel Audiard
- Production : Alain Poiré
- Directeur de production : Irénée Leriche, Robert Sussfeld
- Société de production et Distribution : Gaumont
- Musique : Georges van Parys et Stéphane Varègues aux éditions Hortensia
- Photographie : Georges Barsky
- Opérateur : Yann Le Masson, assisté de Roland Dautigny et Michel Lebon
- Assistant Réalisation : Claude Vital, François Audiard, Jean-Claude Sussfeld et Paul Nuyttens
- Montage : Robert et Monique Isnardon
- Décors : Jean d'Eaubonne et Raymond Gabutti
- Maquillage : Irène Servet
- Régisseur général : Armand Tabuteau, assisté de Pierre Roussel
- Habilleur et ensemblier : Jean Chaplain
- Marlène Jobert est habillée par Sara Panoteni et les perruques sont de Carita
- Françoise Rosay est habillée par Jean-Claude Fauquet
- Accessoiriste et effets spéciaux : Jacques Martin
- Son : Guy Vilette
- Photographe de plateau : Roger Corbeau
- Administrateur de production : Guy Azzi
- Superviseur : Betty Elvira
- Tournage à Franstudio de Saint-Maurice du 11 mars au 13 mai 1968
- Tirage dans les laboratoires G.T.C
- Auditorium Paris Studio Cinéma de Billancourt
- Générique et animation : C.T.R
- Pays d'origine :  France
- Format : Couleurs (Eastmancolor) - 1,66:1 - Mono - 35 mm
- Genre : Comédie et film de gangsters
- Durée : 79 minutes
- Date de sortie : 6 septembre 1968 (France)
- Visa de censure no 34 080

## Distribution
- Françoise Rosay : Léontine Palpicart dite « La Gâteuse », la tante de Rita
- Bernard Blier : M. Charles dit « Le Téméraire », celui qui double Fred puis Rita
- Marlène Jobert : Rita, la nièce de Léontine
- André Pousse : Fred dit « L'Elégant », fiancé de Rita, celui qui dérobe l'or à Jacky
- Robert Berri : un conseiller de M. Charles (sous le nom de « Robert Berry »)
- Gérald Bruneau : le Viking
- Michel Charrel : un conseiller de M. Charles
- Nicolas Vogel : un conseiller de M. Charles
- Mario David : Jacky, le voleur du fourgon d'or
- Sylvain Lévignac : un conseiller de M. Charles
- Jack Romoli : un conseiller de M. Charles
- Roger Mailles : un homme de main de M. Charles
- Raoul Saint-Yves : Raoul, l'homme qui rachète les lingots
- Jean Saudray : un homme de main de M. Charles
- Dominique Zardi : un tueur de M. Charles
- Paul Frankeur : Ruffin, le patron de la pension « Mon Repos »
- Robert Dalban : Casimir, le domestique et chauffeur de Léontine
- Claude Rollet : Tiburce, le neveu de M. Charles
- Jean Carmet : le convoyeur superstitieux (non crédité)
- Michel Audiard : le rapporteur aux finances (non crédité)
- Georges Amonyal : un homme de main de M.Charles
- Jean Luisi : un homme de main de M. Charles
- Perceval Russel : un homme de main de M. Charles
- Jean Martin : un homme de main de M. Charles
- Catherine Hugues : la strip-teaseuse
- Charles Bayard : le président de la cour de cassation
- Marcel Bernier : un convoyeur
- Gaston Meunier : un homme à la gare
- Charles Dalin : un homme de main de M. Fred
- Gérard Dessalles : un homme de main de M. Fred
- Gilbert Servien : un homme de main de M. Fred
- Yvon Dihé : un homme de main de M. Fred
- Bernard Garet : un homme de main de M. Fred
- René Euge : l'archevêque de Tulle
- Marius Gaidon : le général, président du tribunal militaire
- Yvon Sarray : l'archimandrite Joseph
- Michel Jourdan
- Frédérique Galet
- André Andréani
- Marcel Guido
- Jean-Marc Allègre
- Bernard Pisani

## Autour du film
Ce sont de vrais hippies que l'on voit dans le film, Françoise Rosay a précisé qu'après le tournage il a fallu désinfecter leur loge.

## Critiques
Pour le magazine Télé-Loisirs, « Michel Audiard était meilleur scénariste que réalisateur. Mais cette comédie fantaisiste — la première qu'il a réalisée — se laisse voir sans ennui. Françoise Rosay réussit une composition pleine d'humour. »

## Postérité
Le titre du film est d'abord une expression populaire « Il ne faut pas prendre les enfants du bon Dieu pour des canards sauvages » qui peut signifier « il ne faut pas exagérer » et est comparable à « il ne faut pas pousser mémère dans les orties »[réf. nécessaire] ; elle est très courante depuis les années 30. Cette expression avait déjà inspiré le titre du roman à l'intrigue totalement différente : Les Enfants du bon Dieu d'Antoine Blondin paru en 1952 aux éditions de La Table Ronde à Paris, où elle figure en exergue.
Le titre du film est repris, en créole réunionnais (Elle y prend z'enfants bon dié po des canards sauvages), dans la chanson Nénette, ma nénette interprétée par le groupe Ousanousava.
Peu après la sortie du film, l'expression est utilisée par le général de Gaulle dans une conférence de presse, après les événements de Mai 68, ce qui a fait une publicité inattendue au film.